# Kunstverein Harburger Bahnhof
Der Kunstverein Harburger Bahnhof ist ein gemeinnütziger und eingetragener Verein im Fernbahnhof des Hamburger Stadtteils Harburg, der 1999 zur Förderung und Vermittlung junger Gegenwartskunst in Hamburg gegründet wurde. Seine Tätigkeit umfasst neben Ausstellungen zeitgenössischer Kunst, kulturelle Veranstaltungen und Tagungen, sowie die Herausgabe von Publikationen.

## Gebäude/Räumlichkeiten

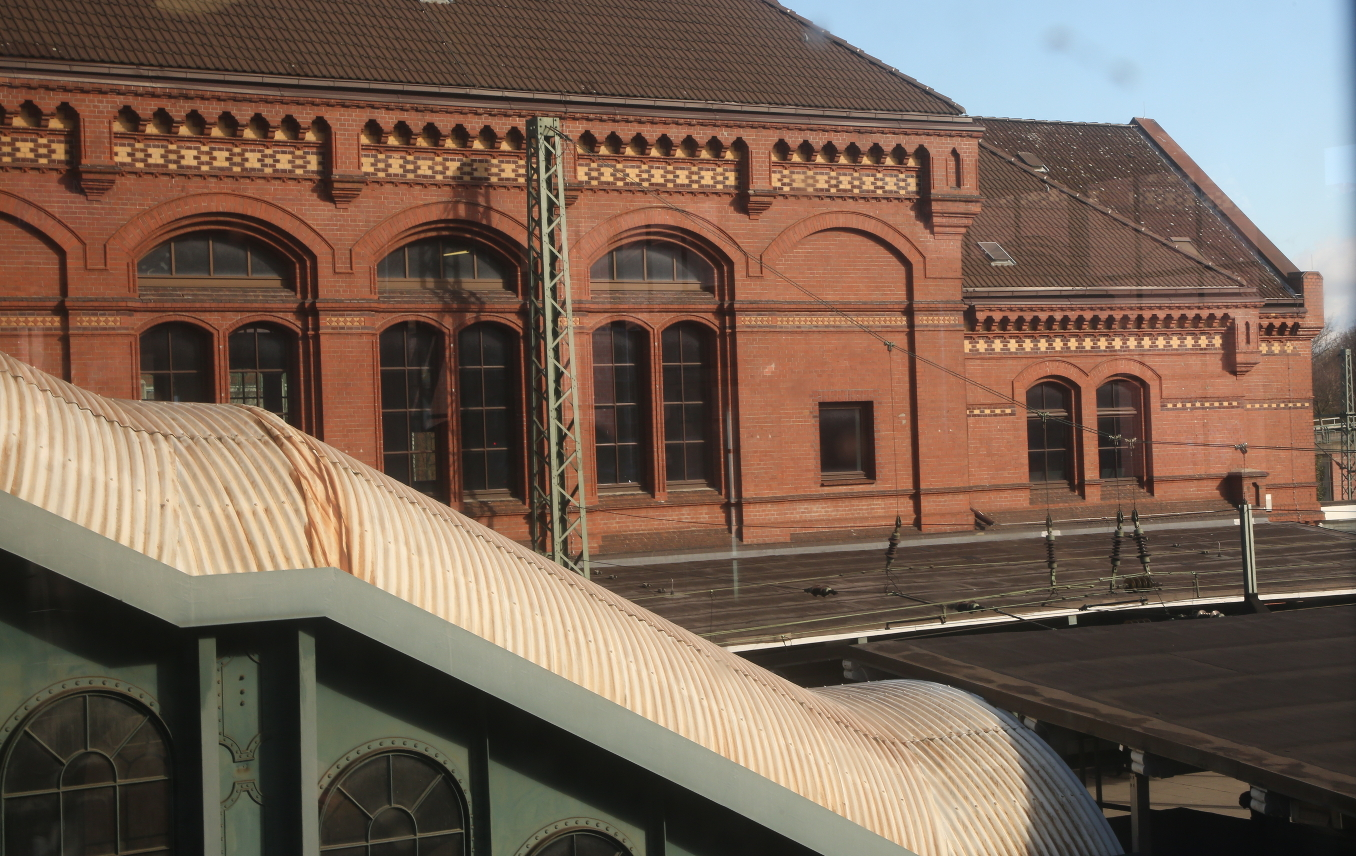
Außenansicht auf den Kunstverein Harburger Bahnhof (2016)

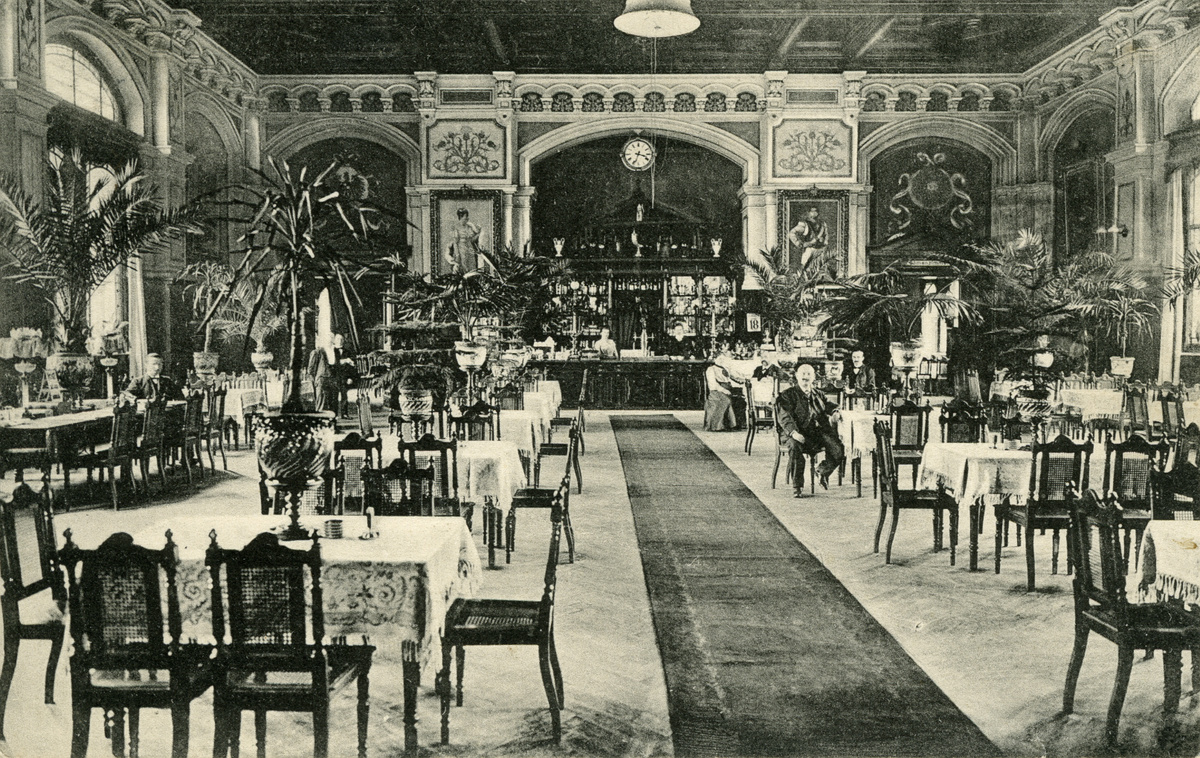
Bahnhofswartesaal um 1900

Der Kunstverein Harburger Bahnhof e. V. befindet sich in den Räumlichkeiten des ehemaligen Wartesaals des Harburger Fernbahnhofs. Diese bestehen seit 1897 und wurden in ihrer Funktion ursprünglich als Wartesaal für die Bahnreisenden der 1. und 2. Klasse genutzt. Der Architekt Hubert Stier (1838–1907) griff für seine Gestaltung auf den Baustil des Historismus, eine Neukombination verschiedener Neo-Stile, zurück. Architektonische Verweise finden sich dabei beispielsweise im ziegelfarbigen Backsteinbau des Fernbahnhofs (ein Rückbezug auf die „Hannoversche Architekturschule“ als Teil des neugotischen Backsteinstils) und den Rundbögen, Pilastern und der Holzvertäfelungen des Kunstvereins (ein Verweis auf die Neo-Renaissance). Insgesamt stellen die Räumlichkeiten

„die einzige erhaltene Bahnhofswartehalle aus dem 19. Jahrhundert im Hamburger Raum dar und bietet den Besuchern eine beeindruckende, freistehende Deckenkonstruktion mit Kassettenelementen aus Holz.“

Auf Initiative der beiden Künstler Udo Dettmann und René Havekost und mit Unterstützung des ehem. Werksleiters von Daimler-Chrysler in Harburg Dieter Bobbert und des ehemaligen Generalbevollmächtigten der Deutschen Bank in Hamburg, Hanns Kippenberger wurde der Wartesaal aufwändig renoviert. Entwurf und Umsetzung stammte von Gössler Architekten (heute GKKK Architekten, BDA). 1999 zog der neugegründete Kunstverein Harburger Bahnhof in die Räumlichkeiten ein. Der heutige Ausstellungsraum bespielt eine Fläche von ca. 356 Quadratmetern und besitzt sieben Meter Deckenhöhe.

## Programm
Zu Beginn, unter der künstlerischen Leitung von Udo Dettmann und Rene Havekost, lag der Programmschwerpunkt auf der Präsentation von Malerei. Unter den künstlerischen Leitungen von

„Wilhelm Figger, Nina Möntmann, Mathias Güntner und Ulla Lohmann [verschob er sich] zunehmend dahin, Entwicklungen der Gegenwartskunst auch medienübergreifend darzustellen und themenbezogen Fragestellungen der künstlerischen Produktion zu vermitteln.“

Neben dem Ausstellungsprogramm finden auch andere Veranstaltungsformate, wie Künstlergespräche, Workshops, (Lecture-)Performances, Filmvorführungen und Konzerte, verstärkt Platz im Veranstaltungsprogramm. Im Hinblick auf dieses Repertoire führt das Programm des Kunstvereins unterschiedliche Disziplinen wie Literatur, Tanz und Musik mit der Bildenden Kunst zusammen und verfolgt damit

„[…] ein eigenständiges Veranstaltungskonzept, das bewusst die experimentelle Kunst des 21. Jahrhunderts in das Zentrum seiner Aktivitäten rückt.“

## Publikationen (Auswahl)
- Birkenstock, Eva/Böttcher, Stefanie/Loichinger, Hannes et al. (Hrsg.): Space Revised #1 - 4. Kooperation der Halle für Kunst Lüneburg (Lüneburg, GER) mit der GAK Gesellschaft für aktuelle Kunst Bremen (Bremen, GER), dem Künstlerhaus Bremen (Bremen, GER) und dem Kunstverein Harburger Bahnhof (Hamburg, GER); Berlin: argobooks 2009, ISBN 978-3-941560-37-6.
- Busch, Isabelle/Solte, Franziska (Hrsg.): Is This Where it Ends? Kunstverein Harburger Bahnhof 2011-2014; Hamburg: Textem Verlag 2016, ISBN 978-3-86485-117-9.
- Cmelka, Kerstin: All Change. Ausst.-Kat. zur gleichnamigen Ausstellung vom 7. Dezember 2012 bis zum 3. Februar 2013 im Kunstverein Harburger Bahnhof (Hamburg, GER). Hrsg. von Sandro Droschl, Künstlerhaus, Halle für Kunst & Medien (Graz, AUS), Isabelle Busch und Franziska Solte, Kunstverein Harburger Bahnhof (Hamburg, GER); Nürnberg: Verlag für moderne Kunst 2013, ISBN 978-3-86984-442-8.
- Kunstverein Harburger Bahnhof (Hrsg.): Armin Chodzinski: Revue#1 – Version II/b (Bühnenmanuskript). Ein Vaudeville von Armin Chodzinski; Hamburg: Textem Verlag 2007, ISBN 978-3-938801-18-5.
- Kunstverein Harburger Bahnhof (Hrsg.) Honey-Suckle Company: Revue#2 (Plakat). Ein Plakat zur Materia Prima – Figur der Liebe; Hamburg: Textem Verlag 2007, ISBN 978-3-938801-19-2.
- Kunstverein Harburger Bahnhof (Hrsg.): Jochen Schmith: Revue#3 (Transkription). Ein exklusives Gespräch zwischen Tim Voss und Jochen Schmith; Hamburg: Textem Verlag 2007, ISBN 978-3-938801-20-8.
- Kunstverein Harburger Bahnhof (Hrsg.): Stefan Pente: Revue#4 (Katalog). Texte und Bilder zur Arbeit von Stefan Pente im Rahmen der Ausstellung; Hamburg: Textem Verlag 2008, ISBN 978-3-938801-58-1.
- Kunstverein Harburger Bahnhof (Hrsg.): Geelke Gaycken und Sonja Vordermaier: Revue#5, Reihe: Ordnung sagt MACHT (Bildrecherche). Bilder zur Ausstellung und Texte von Nora Sdun, Britta Peters und Tim Voss; Hamburg: Textem Verlag 2008, ISBN 978-3-938801-60-4.
- Kunstverein Harburger Bahnhof (Hrsg.): Alfombras: Revue#6 – Discoteca Flaming Star. Texte von Alfombras von den DFS 2004-2009, »Freiheit von A bis Z« - 10 Anmerkungen zur Ausstellung von Britta Peters; Hamburg: Textem Verlag 2009, ISBN 978-3-938801-80-2.
- Moti, Melvin: MU. Publikation zur Ausstellung Hyperspace vom 12. Januar 2014 bis zum 23. März 2014 im Kunstverein Harburger Bahnhof (Hamburg, GER). Kooperation zwischen dem Kunstverein Harburger Bahnhof (Hamburg, GER), dem Pavilion (Leeds, UK) und dem Contemporary Art Centre (Vilnius, LTU); Hamburg 2014.
- Terbuyken, Tillmann: Schatten und Statuen. Ausst.-Kat. zur gleichnamigen Ausstellung vom 2. März 2008 bis zum 30. März 2008 im Kunstverein Harburger Bahnhof (Hamburg, GER); Hamburg: Textem 2008, ISBN 978-3-938801-49-9.

## Schallplatten
- Buchanan, Ruth: Or, a camera Or, a building Or, a screen. LP zur gleichnamigen Ausstellung vom 19. September 2015 bis zum 13. Dezember 2015 im Kunstverein Harburger Bahnhof (Hamburg, GER); Köln: Apparent Extent 2015.
- Fudakowski, Kasia: Stoikerinnen. LP zur gleichnamigen Ausstellung vom 14. Juni 2014 bis zum 19. September 2014 im Kunstverein Harburger Bahnhof (Hamburg, GER); Köln: Apparent Extent 2014.
- Laufer, Daniel: Train Of Thought. LP zur gleichnamigen Ausstellung vom 23. November 2014 bis zum 8. Februar 2015 im Kunstverein Harburger Bahnhof (Hamburg, GER); Köln: Apparent Extent 2015.
- Weinberger, Hannah: As if I became upside down, right side up. LP zur gleichnamigen Ausstellung vom 18. April 2015 bis zum 26. Juli 2015 im Kunstverein Harburger Bahnhof (Hamburg, GER); Köln: Apparent Extent 2016.

## Auszeichnungen
Der Harburger Kunstverein ist Mitglied der Arbeitsgemeinschaft Deutscher Kunstvereine und wurde 2016 mit dem „ADKV-ART COLOGNE Preis für Kunstvereine“ ausgezeichnet.